# Андреас Тоструп Урбіе
Андреас Тоструп Урбіе (норв. Andreas Tostrup Urbye; 8 травня 1869 — 16 травня 1955) — норвезький державний службовець, юрист і політик. Він обіймав посаду губернатор графства Фіннмарк, а також міністра в норвезькому уряді протягом 1913—1917 років. Також був секретарем на переговорах у Карлстаді, які призвели до розірвання унії між Норвегією та Швецією.

## Особисте життя та освіта
Андреас Тоструп Урбіе народився 8 травня 1869 року у Фредріксгальді, Норвегія. Його батьками були Ґабріель Йоахім Урбіе та Елізабет Софі Еег. Він закінчив школу в 1891 році зі ступенем кандидата юриспруденції. Пізніше, протягом 1890-х років, навчався за кордоном. У 1901 році Урбіе одружився з Анною Робертсон, яка була родом з Гаммерфеста. Він здобув ступінь доктора юриспруденції з кримінального права у 1909 році. Андреас Тоструп Урбю помер 16 травня 1955 року.

## Кар'єра

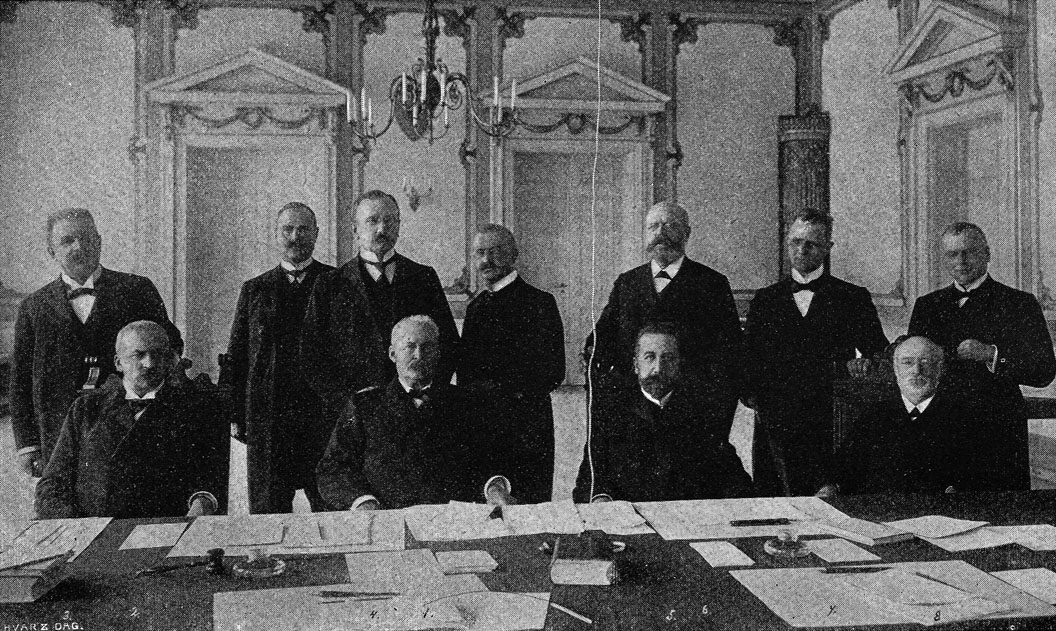
Урбіе крайній правий на переговорах у Карлстаді щодо розпуску Унії Норвегії та Швеції.

У 1898 році його було прийнято на роботу державним прокурором у Трумсі та Фіннмарку. У 1904 році обійняв посаду професора права в Університеті Крістіанії. У 1905 році Урбю був секретарем норвезьких делегатів на переговорах у Карлстаді, які призвели до розірвання унії між Норвегією та Швецією.
У 1906 році Урбю був призначений губернатором фюльке Фіннмарк. Він пішов у відставку в 1912 році. Протягом 1912—1913 років був суддею в Ейкері, Модумі та Сіґдалі. У 1913 році його було призначено міністром праці. 26 липня 1916 року прем'єр-міністр Норвегії Гуннар Кнудсен переформатував свій кабінет і призначив Урбіе на посаду міністра юстиції, яку він обіймав протягом одного року. У 1917 році він запропонував законопроєкт про обмеження свободи преси, але його було відхилено в удельстінґу, тому він пішов у відставку та залишив уряд. Невдовзі після цього, у 1917 році, недовго був штифтамтсманном Осло.
У 1918 році Урбю почав працювати в галузі дипломатії. З 1918 по 1922 рік він був посланцем уряду в Гельсінкі. З 1922 по 1924 рік він був посланцем у Таллінні та Ризі. З 1924 по 1939 рік Урбіе був урядовим посланцем у Москві. З 1939 по 1949 рік він був членом Постійної палати третейського суду в Гаазі.